# Strijper Aa
De Strijper Aa is een beek in Noord-Brabant.
Zij begint aan de Nederlands-Belgische grens ten westen van Gastel en stroomt dan langs (vroeger door) het Soerendonks Goor en ten oosten van Leenderstrijp naar Leende, waar zij samen met de Buulder Aa de Groote Aa vormt. De bovenloop van de Strijper Aa behoort tot het Natura 2000 gebied Leenderbos en Groote Heide & De Plateaux. Het dal van de beek herbergt hier een van de grootste veenbossen van Nederland.
In 1974 werd deze beek in het kader van de ruilverkaveling "Strijper Aa-Budel" rechtgetrokken. De 'normalisatie' van wat toen een van de laatste nog vrijwel gave laaglandbeken in Nederland was gaf bij natuurliefhebbers veel commotie.
Wat nog restte van de vroegere loop van de Strijper Aa stond sindsdien bekend als de Oude Strijper aa.
Omstreeks 2020 werd de normalisatie deels weer ongedaan gemaakt, waarbij de loop van de Strijper Aa weer in ere werd hersteld. Hierbij zijn ook waterbergingsgebieden ingericht 